# The Large, the Small and the Human Mind
The Large, the Small and the Human Mind är en populärvetenskaplig bok av den brittiske teoretiska fysikern Roger Penrose, utgiven 1997. Boken innehåller kritik av hans arbete med fysik och medvetande av Abner Shimony, Nancy Cartwright, och Stephen Hawking.